# Pukyongosaurus
Pukyongosaurus is een geslacht van sauropode dinosauriërs behorend tot de Titanosauriformes, dat tijdens het Hauterivien (tot het Campanien?), een tijdsnede in het Vroeg-Krijt (ca. 132,9 tot ca. 129,4 Ma), leefde in Zuid-Korea. De enige bekende soort Pukyongosaurus millenniumi wordt als een nomen dubium beschouwd.

## Vondst en naamgeving
De typesoort PKNU-G.102–109 werd in 1998 gevonden in Galsa-ri, Geumseong-myeon, Hadong County, Byeongsan Basin, in mudstone van een fossiele overstromingsvlakte in de Hasandongformatie, welke het onderste deel van de Gyeongsang Supergroup vormt. PKNU-G.102–109 bestaat uit vier onvolledige halswervels (PKNU-G.102–105), een onvolledige ruggenwervel (PKNU-G.106), een onvolledige rib (PKNU-G.107), een chevron uit het voorste deel van de staart, een volledige chevron uit het middelste deel van de staart (PKNU-G.108) en (waarschijnlijk) een sleutelbeen (PKNU-G.109). De typesoort zou volgens de originele beschrijving van Dong et al. (2001, blz. 44-45) zeven halswervels moeten omvatten, maar er zijn afbeeldingen van slechts vier halswervels. Informatie over de ontbrekende drie halswervels wordt niet gegeven. Alle beenderen zijn uit dezelfde horizont afkomstig waardoor Dong et al. (2001) aannamen dat zij van één individu afkomstig zijn en aan een nieuwe soort, Pukyongosaurus milleniumi, toeschreven.
De geslachtsnaam Pukyongosuarus is een eerbetoon aan de Pukyong National University en de soortnaam milleniumi gedenkt het jaar 2000, het begin van een nieuw millennium.

## Taxonomische status
Upchurch et al., 2004 Lee en Lee, 2006 en Mannion et al., 2013 beschouwen Pukyongosaurus milleniumi als een nomen dubium.
Sommige door Dong et al. (2001) voor Pukyongosaurus milleniumi initieel voorgestelde autapomorfien komen bij andere Sauropoda ook voor, bv. somphospondyle wervels, halswervels waarvan het wervellichaam aan de onderkant gebogen en gekield is, ruggenwervels waarvan de wervellichamen opisthocoel zijn en lange en diepe pleurocoelen hebben en chevrons die aan de bovenkant open zijn. Andere autapomorfieën, zoals de hoge en vooraan geplaatste doornuitsteeksels van de halswervels en de parapofysen die op de lateroventrale rand van het halswervellichaam geplaatst zijn achter de gewrichtsknobbel (de condylus), zijn te slecht bewaard gebleven. Hierdoor kunnen de door Dong et al. aangehaalde onderscheidende kenmerken en de combinaties van deze kenmerken geen autapomorfieën zijn. Bovendien wezen Mannion et al. (2013) op basis van een somphospondyle wervel van Pukyongosaurus erop dat het taxon tot de Titanosauriformes behoort. Omdat het taxon geen onderscheidende kenmerken heeft, wordt Pukyongosaurus milleniumi als een nomen dubium beschouwd. Het 'sleutelbeen' (PKNU-G.109) werd op basis van de morfologische en anatomische kenmerken als een chevron geheridentificeerd.

### Somphospondyle wervels
Volgens Dong et al. (2001) zijn alle somphospondyle wervels in Pukyongosaurus presacrale wervels. Dit is een titanosauriforme synapomorfie welke door heel de klade kan gevolgd worden. Alhoewel niet algemeen komt dit kenmerk ook bij sommige niet-titanosauriforme Eusauropoda voor zoals bv. Mamenchisaurus. Somphospondyle wervels kunnen in Pukyongosaurus dus geen autapomorfie zijn.

### Cervicale doornuitsteeksels
Voor de beschrijving van de halswervels baseerden Dong et al. (2001) zich op specimen PKNU-G.102. Zij beschouwden de hoge en vooraan geplaatste cervicale doornuitsteeksels als een autapomorfie. Het voorste en achterste deel van halswervel PKNU-G.102 is niet bewaard gebleven, het bewaard gebleven middelste deel is zijdelings samengedrukt en verbrijzeld en het doornuitsteeksel is onvolledig. Volgens Dong et al. is dit doornuitsteeksel relatief hoog en is het steiler dan het doornuitsteeksel van de halswervels van Omeisaurus, Euhelopus en Mamenchisaurus. Maar de morfologie van een doornuitsteeksel kan verschillend zijn naargelang de positie van de halswervel in de wervelkolom. Dikwijls zijn halswervels in het achterste gedeelte van de nek voorzien van relatief hogere en steilere doornuitsteeksels, zoals bv. bij Sauroposeidon, Puertasaurus en Mamenchisaurus. Maar de positie van PKNU-G.102 is onduidelijk. De hoeveelheid bewaard gebleven resten is te gering om de algemene vorm van de cervicale doornuitsteeksels van Pukyongosaurus te reconstrueren en te vergelijken met de cervicale doornuitsteeksels van andere Sauropoda. Hierdoor kunnen hun kenmerken niet als een autapomorfie in Pukyongosaurus beschouwd worden.

### Cervicale parapofysen
Dong et al. (2001) beschouwen de parapofysen die op de lateroventrale rand van het halswervellichaam geplaatst zijn achter de gewrichtsknobbel als een autapomorfie. Zij vermelden in hun beschrijving dat de positie van de parapofysen ongeveer dezelfde is als bij Camarasaurus en Euhelopus. Maar alle bekende sauropoden hebben eerder parapofysen die vanuit het wervellichaam lateroventraal uitsteken en ze zijn dicht bij het gewricht tussen twee wervels (de condylus) geplaatst. Omdat de halswervels vooraan onvolledig zijn is het moeilijk na te gaan of de positie en morfologie van de parapofysen vergelijkbaar is met andere sauropoden zodat deze positie en morfologie niet als een autapomorfie in Pukyongosaurus kunnen beschouwd worden.

### Onderkant halswervels
De onderzijde van de halswervels is gebogen en draagt al of niet een kiel. Volgens Dong et al. (2001) is dit een autapomorfie in Pukyongosaurus. Specimen PKNU-G.102 is de enige halswervel met een bijna volledig intacte onderzijde. Deze onderzijde is in zijdelings aanzicht gewelfd. Volgens Upchurch et al. is deze gewelfde onderkant echter algemeen bij vele geslachten sauropoden, zoals bv. Apatosaurus, Camarasaurus, Barosaurus en Qiaowanlong, zodat dit kenmerk niet als een autapomorfie in Pukyongosaurus beschouwd kan worden.

### Opisthocoele ruggenwervels
Opisthocoele ruggenwervels met lange en diepe pleurocoelen komen bij alle Macronaria voor en kunnen dus niet als autapomorfie in Pukyongosaurus gelden. In dit taxon zijn de pleurocoelen diep en lijken tot in de kamers in het wervellichaam door te lopen. Dit kenmerk komt ook voor bij Omeisaurus en Neosauropoda.

### Chevrons
Dong et al. (2001) rapporteerden slechts één volledige chevron waardoor er niet voldoende materiaal is om te bepalen of de chevrons bij Pukyongosaurus aan de bovenkant open of gesloten zijn. Aan de bovenkant (dorsaal) open of gesloten chevrons zijn onderscheidende kenmerken die tezamen met andere kenmerken bepalen tot welke groep Sauropoda een bepaald geslacht behoort.

## Paleomilieu en tafonomie
De beenderhoudende sedimenten van de Hasangdonformatie werden onderzocht op onderling verband (stratigrafie), mineralogische samenstelling, geochemische samenstelling en op kleimineralogische samenstelling van de aanwezige paleosols. Dit onderzoek diende ook voor de interpretatie van de fossilisatie-omstandigheden (tafonomie) en voor de interpretatie van het paleomilieu. De beenderen zijn meestal afkomstig van sauropoden en worden aangetroffen in fossiele overstromingsvlaktes, meestal als fragmenten, behalve in Galsa-ri. Typisch aan de Hasandong beenderhoudende sedimenten is dat ze onder de vorm van kalk- en kleirijke paleosols gepreserveerd werden, waardoor de beenderfragmenten meestal ingekapseld zijn in micrietnodules. De beenderen bestaan uit gekristalliseerd francoliet.
De sauropoden uit het Onder-Krijt van het Koreaanse schiereiland leefden in droge bosgebieden met geoxideerde bodem. Hun kadavers lagen op overstromingsvlaktes waar ze ten prooi vielen aan carnivoren en aasetende kevers. De beenderen waren aan hevige erosie onderhevig vooraleer ze in sediment ingebed werden. Soms zorgde vulkanische activiteit dicht bij het Byeongsan Basin ervoor dat nog intacte beenderen snel op de overstromingsvlaktes door sediment ingebed werden. Een voorbeeld hiervan zijn de beenderhoudende afzettingen van Galsa-ri. Na de inbedding ondergingen de beenderen kalkrijke pedogenese wat de preservatie bevorderde. Het overheersen van beenderlagen in de Hasandongformatie kan men mogelijk toeschrijven aan het overvloedig voorkomen van kalkrijke paleosols.

## Paleo-ecologie
De Gyeonsang Supergroup bevat een verscheidenheid aan fossielen, zoals niet-mariene ongewervelden met harde schalen, zoetwatervissen, reptielen en vogels. In de Hasandongformatie (Sumunri, Hadong County) werden ook slecht gepreserveerde eierschalen van dinosauriërs gevonden. Op basis van de microstructuur van de eierschalen werden deze aan de oospecies Ovaloolithus laminadermus en Paraspheroolithus irenensis toegewezen, welke ook in het Krijt van China voorkomen. De schalen zijn de eerste resten van eieren van dinosauriërs die in Korea gevonden werden.